# Miren Gutiérrez Almazor
Miren Gutiérrez Almazor (Pamplona, 1966) es una filóloga, periodista, activista y profesora universitaria española. Experta en estudio de datos y estudios críticos de los "Big Data" orientados a la aplicación de la infraestructura de datos en organizaciones para el cambio social. 

## Biografía
Licenciada en Filología Hispánica, especialidad en Lingüística por la Universidad de Navarra, Doctora en Comunicación por la Universidad de Deusto. Comienza su carrera en 1990, en Hong Kong como corresponsal de la agencia EFE para el Sudeste Asiático, Corea y el Pacífico.  
A finales de 1996, es nombrada Editora de la sección de Negocios del diario La Prensa de Panamá, donde escribió y coordinó numerosas investigaciones periodísticas sobre corrupción e irregularidades. Debido a esas investigaciones fue denunciada y perseguida por José Antonio Sossa, fiscal general de Panamá, junto con otros tres periodistas por publicar artículos en los que se denunciaba la financiación de su campaña política con dinero donado por narcotraficantes, debido a los ataques que sufrió en el ejercicio de su profesión, en 2000, el Comité para la Protección de los Periodistas la incluyó en su informe “Ataques contra la prensa”.Ambientada en el proceso y los resultados de esta investigación escribió una novela titulada "La ciudad de las cigarras". 
En 1997, su reportaje "Del Tío Sam al Tío Chang", en colaboración con Gustavo Gorriti, ganó el premio del Foro de Periodistas por la Libertad de Expresión e Información.
En 2003 fue nombrada directora Editorial de Inter Press Service (IPS), agencia de noticias internacional especializada en medio ambiente, derechos humanos, sociedad civil y desarrollo, donde coordinaba 420 colaboradores en 330 lugares del mundo. A finales de 2009, se incorporó a la Fundación Mar Viva, organización internacional que trabaja a favor de la conservación marina, como directora de Comunicación.
Ha escrito artículos en El País, El Mundo, El País, The Nation, Wall Street Journal Americas, UPI, Climate and Development Knowledge Network (CDKN), y Transparency International, así como otras organizaciones. Columnista de Eldiario.es donde trata temas de activismo de datos, medio ambiente y Derechos Humanos.
En 2010 es elegida directora ejecutiva de Green Peace España, cargo que ocupará hasta 2011 en el que se dedicará de pleno a la investigación sobre Big Data en proyectos internacionales, como el liderado por el Overseas Development Institute (ODI) del Reino Unido, en el que desde 2013 codirige el proyecto Big Data. O como investigadora Asociada en DATACTVIVE proyecto que desarrolla en la Universidad de Ámsterdam desde 2016 hasta la actualidad. Ha realizado estancias Internacionales en otras Universidades Europeas como Universidad de Ámsterdam, Holanda (2017) o la Universidad Sapienza, Italia (2018). Miembro de Mediadata de la Universidad Politécnica de Valencia.
Es profesora en el programa de Estudios de Comunicación de la Universidad de Deusto y Directora del Programa de posgrado  "Análisis, Investigación y Comunicación de Datos" en dicha universidad.
En 2018 publica "Data Activism and Social Change" un libro reconocido por Book Authority como uno de los 10 mejores libros editados en el terreno del activismo social. En 2020 publica "Activismo de datos y cambio social. Alianzas, mapas, plataformas y acción para un mundo mejor", ampliando la exploración del activismo de datos y centrándose en casos del mundo de habla hispana. Es una de las primeras académicas en comenzar a examinar el activismo de datos como una nueva teoría y práctica centrada en la infraestructura de datos.

## Publicaciones
- Data Activism and Social Change[17]
- Western Africa´s missing fish[18]
- Citizens’ Media Meets Big Data: The Emergence of Data Activism[19]
- Zero poverty… think again Impact of climate change on development efforts[20]
- La ciudad de las cigarras[21]
- The Good, the Bad and the Ugly: Who Is Who in the Fight against Climate Change’[22]
- ‘Technopolitics and Big Data Activism’[23]
- ‘Femvertising: Female empowering strategies in recent Spanish commercials’[24]
- ‘Climate finance: Perspectives on climate finance from the bottom up’[25]
- ‘The Good, the Bad and the Beauty of “Good Enough Data”’ con Guillermo Guti´[26]
- ‘Playing with data and its consequences’[27]
- ‘Maputopias: Cartographies of knowledge, communication and action in the big data society – The cases of Ushahidi and InfoAmazonia’ (2019) DOI:10.1007/s10708-018-9853-8[28]
- A conceptual framework of the sexual objectification of women in musci videos (2023) con Cristina Ubani. Feminismo/s,  1989-9998,  1696-8166, Nº. 42, 2023, págs. 27-60[29]